# HR 1614
HR 1614는 에리다누스자리에 있는 분광쌍성이다.(표에 있는 정보는 주성의 자료이다)
이 별은 중원소가 풍부한 주계열성으로, 이는 헬륨보다 무거운 원소가 항성에 많이 있다는 뜻이다. 구체적으로 HR 1614는 태양보다 90퍼센트 정도 중원소가 더 많다. 활동주기는 11.1년이다.
HR 1614 항성계는 적어도 9개의 별로 구성된, 우주 공간에서 같은 움직임을 공유하는 이동성단의 일원이다. 이 이동성단의 구성원들은 HR 1614처럼 중원소가 풍부하며, 이는 이들이 같은 장소에서 한꺼번에 태어났음을 시사한다. 태양에 대한 이들의 우주 속도는 초당 59 킬로미터이다. 이동성단의 나이는 약 20억 년으로 추정된다.